# NGC 3576
NGC 3576 è una nebulosa ad emissione visibile nella costellazione della Carena.
È visibile al telescopio come una estesa nebulosità diffusa e dall'aspetto irregolare, si individua 2,5 gradi a sud-est della brillante Nebulosa della Carena. Si mostra bene nelle foto a lunga posa, prese attraverso un telescopio amatoriale di media potenza. Appare come un insieme di nebulose molto piccole e brillanti raggruppate su uno sfondo a sua volta molto nebuloso; i vari addensamenti nebulosi hanno anche dei numeri di catalogo indipendenti: NGC 3579, NGC 3581, NGC 3582, NGC 3584 e NGC 3586.
Questa nube si trova a 2700 parsec (8800 anni luce) di distanza ed è situata sull'Arco della Carena, nel Braccio del Sagittario; presenta una struttura insolita, con un nucleo formato da un gran numero di addensamenti riportanti varie sigle NGC e un vasto sistema di archi e filamenti che si estende nella parte settentrionale, che induce a pensare alla presenza di intense dinamiche interne. La ionizzazione dei suoi gas è data da un gran numero di stelle sparse al suo interno o localizzate nelle regioni periferiche, e nessuna di esse risulta essere particolarmente luminosa da poter essere considerata come la "principale" sorgente della radiazione ionizzante. Secondo alcuni studi, al suo interno sarebbe presente un giovanissimo ammasso stellare profondamente immerso nei gas, cui si aggiungono quasi una ventina di sorgenti di radiazione infrarossa, fra cui una identificata dall'IRAS (IRAS 11097-6102) e altre indicate con la sigla IRS e un numero crescente. Altri indizi della presenza di attività di formazione stellare sono dati dalle numerose sorgenti identificate nelle onde radio e soprattutto nelle microonde, fra le quali spiccano due maser a metanolo e uno ad acqua. Secondo alcuni studi, i processi di formazione stellare hanno avuto inizio in una regione esterna a questa nube e solo successivamente vi si sarebbero propagati.